# 大崇镇
大崇乡，是中华人民共和国四川省凉山彝族自治州会东县下辖的一个乡镇级行政单位。

## 行政区划
大崇乡下辖以下地区：
大崇街社区、崇兴村、大花村、大兴村、烟棚村、小田村、半山村和自洪村。